# Thor Lange
Thor Næve Lange, född 9 april 1851 i Köpenhamn, död 22 februari 1915 på Selo Napadovka i Ukraina, var en dansk författare och översättare.
Lange avlade filologisk ämbetsexamen 1874 och kom, kort därefter till Ryssland, där han blev lärare i klassiska språk vid Katkovska lyceet i Moskva. Han levde där intill sin död, gift med en ryska (en systerdotter till Konstantin Pobedonostsev) och innehade befattningen som dansk konsul. Han höll emellertid fast vid Danmark och det danska språket och blev under årens lopp en i dansk litteratur en poetisk tolk för rysk diktning och för hela det slaviska kulturlivet. År 1894 blev han filosofie doktor vid Köpenhamns universitet på en avhandling om greve Aleksej Tolstoj.
Lange författade reseskildringar (En maaned i Orienten, 1887), men utmärkte sig främst genom översättningar av slavisk lyrik, främst folkvisor, till danska. Hans samlingar Fra fremmede lande (1876), Nogle folkeviser (1878), Gennem farvet glas (1894), Nocturner (1897) innehåller översättningar av folkvisediktning och konstlyrik från en rad europeiska språk. Vidare märks "Igorkvädet" (1883 och "Wesna" (1886).  Han översatte även Henry Wadsworth Longfellows "Den gyldne legende", äldre grekisk lyrik samt några grekiska tragedier, däribland Sofokles "Antigone". Han utmärkte sig även som originallyriker, i Fjerne melodier (1902), Strengespil (1906), I danske farver (1907) och Udvalgte digte (utgiven av O. Borchsenius, 1915).   

## Utmärkelser
- Riddare av Dannebrogorden,  1892[3]
- Dannebrogsmännens hederstecken,  1896[3]

[Redigera Wikidata]